# Glogovce (Kosovska Kamenica)
Pour les articles homonymes, voir Glogovce.
Glogovce en serbe latin et Gllogoc en albanais (en serbe cyrillique : Глоговце) est une localité du Kosovo située dans la commune/municipalité de Kamenicë/Kosovska Kamenica, district de Gjilan/Gnjilane (Kosovo) ou district de Kosovo-Pomoravlje (Serbie). Selon le recensement kosovar de 2011, elle compte 509 habitants, tous serbes.
Selon le découpage administratif du Kosovo, le village est rattaché à la commune/municipalité de Ranilug/Ranillug.

## Démographie

### Évolution historique de la population dans la localité
| 1948 | 1953 | 1961 | 1971 | 1981 | 1991 | 2011 |
| ---- | ---- | ---- | ---- | ---- | ---- | ---- |
| 319  | 357  | 380  | 420  | 406  | 521  | 509  |

|  |